# Lluís Pou i Bonet
Lluís Pou i Bonet (Palma, s. XIX-1893). Agrònom.
Entre 1836 i 1840 va ser alumne de l'Institut Balear. Va ser nomenat el 1854 sotssecretari de la Junta Provincial per al Govern de les Balears. El 1854 era catedràtic d'agricultura i història natural de l'Institut Balear. Va fer part (1868) de la Junta Provisional de Govern de les Balears.
Va escriure els tractats sobre la fil·loxera "Conferencias filoxérica" (1879) i Noticia sobre la filoxera vastátrix. Vademecum del viticultor balear" (1880). També és autor de "La sal y sus relaciones con la agricultura y la ganadería" (1873) i "La agricultura y las aves. Ornitología agrícola de las Baleares" (1876).